# NGC 1207
NGC 1207 је спирална галаксија у сазвежђу Персеј која се налази на NGC листи објеката дубоког неба.
Деклинација објекта је + 38° 22' 56" а ректасцензија 3h 8m 15,4s. Привидна величина (магнитуда) објекта NGC 1207 износи 12,7 а фотографска магнитуда 13,5. NGC 1207 је још познат и под ознакама UGC 2548, MCG 6-7-43, CGCG 524-55, KCPG 87, IRAS 03050+3811, PGC 11737.